# Louis Féron
Louis Georges Féron (Bolinne-Harlue bij Eghezée, 1 augustus 1903 - 22 mei 1981) was een Belgisch senator.

## Levensloop
Féron was de derde van de vier kinderen van spoorwegarbeider Ernest Féron (1880-1945) en van Victorine Hanot (1880-1959). Hij trouwde met Irma Gerlache (1903-1964). Hij was beroepshalve bankwerker en werd na de Tweede Wereldoorlog actief in de Belgische Socialistische Partij.
In 1946 werd hij verkozen tot provincieraadslid in de provincie Namen en vervulde dit mandaat tot in 1954.
Hij werd socialistisch senator in 1954 en vervulde dit mandaat tot in 1965:
- van 1954 tot 1958 als verkozene voor het arrondissement Namen,
- van 1958 tot 1961 als provinciaal senator,
- van 1961 tot 1965 opnieuw als verkozene voor het arrondissement Namen.